# Giovanni Boccaccio
Giovanni Boccaccio (pronúncia italiana: [d͡ʒoˈvanni bokˈkatt͡ʃo]) (Florença ou Certaldo, 16 de junho de 1313 – Certaldo, 21 de dezembro de 1375) foi um escritor, biógrafo e crítico literário italiano, consagrado pelo seu livro de contos Decamerão, importante para o desenvolvimento da prosa literária. Foi também biógrafo de Dante Alighieri, e é considerado, junto com Dante e Petrarca, um dos principais nomes da literatura do Trecento.

## Vida
Filho de um mercador, Giovanni Boccaccio não se dedicou ao comércio como era o desejo de seu pai, preferindo cultivar o talento literário que se manifestou desde muito cedo. Foi um importante humanista, autor de um número notável de obras, incluindo Decamerão, o poema alegórico Visão Amorosa (Amorosa visione) e De claris mulieribus, uma série de biografias de mulheres ilustres. O "Decamerão" fez de Boccaccio o primeiro grande realista da literatura universal.
Ao ler "A Comédia", de Dante Alighieri, ficou tão fascinado que a renomeou de "A Divina Comédia", título como a obra seria imortalizada. Considerado pelos seus contemporâneos florentinos uma autoridade sobre Dante, o governo da cidade convidou-o, em 1373, a fazer uma leitura pública da Divina Comédia. Se bem que haja poucos registos, crê-se que Boccaccio fez apenas cerca de 65 palestras, pois a doença obrigava-o a interromper a apresentação no Canto XVII do Inferno. Nunca conseguiria terminar o projecto, mas o texto com os seus comentários ficou para a posteridade: Esposizioni sopra la Comedia di Dante. Boccacio foi autor de uma das primeiras biografias de Dante, o Trattatello in laude di Dante, também conhecido como Vita di Dante. Encontra-se sepultado na Igreja de São Jacó e Filipe na Toscana, Itália.

## Obras
- Amorosa visione (1342)
- Buccolicum carmen (1367–1369)
- Caccia di Diana (1334–1337)

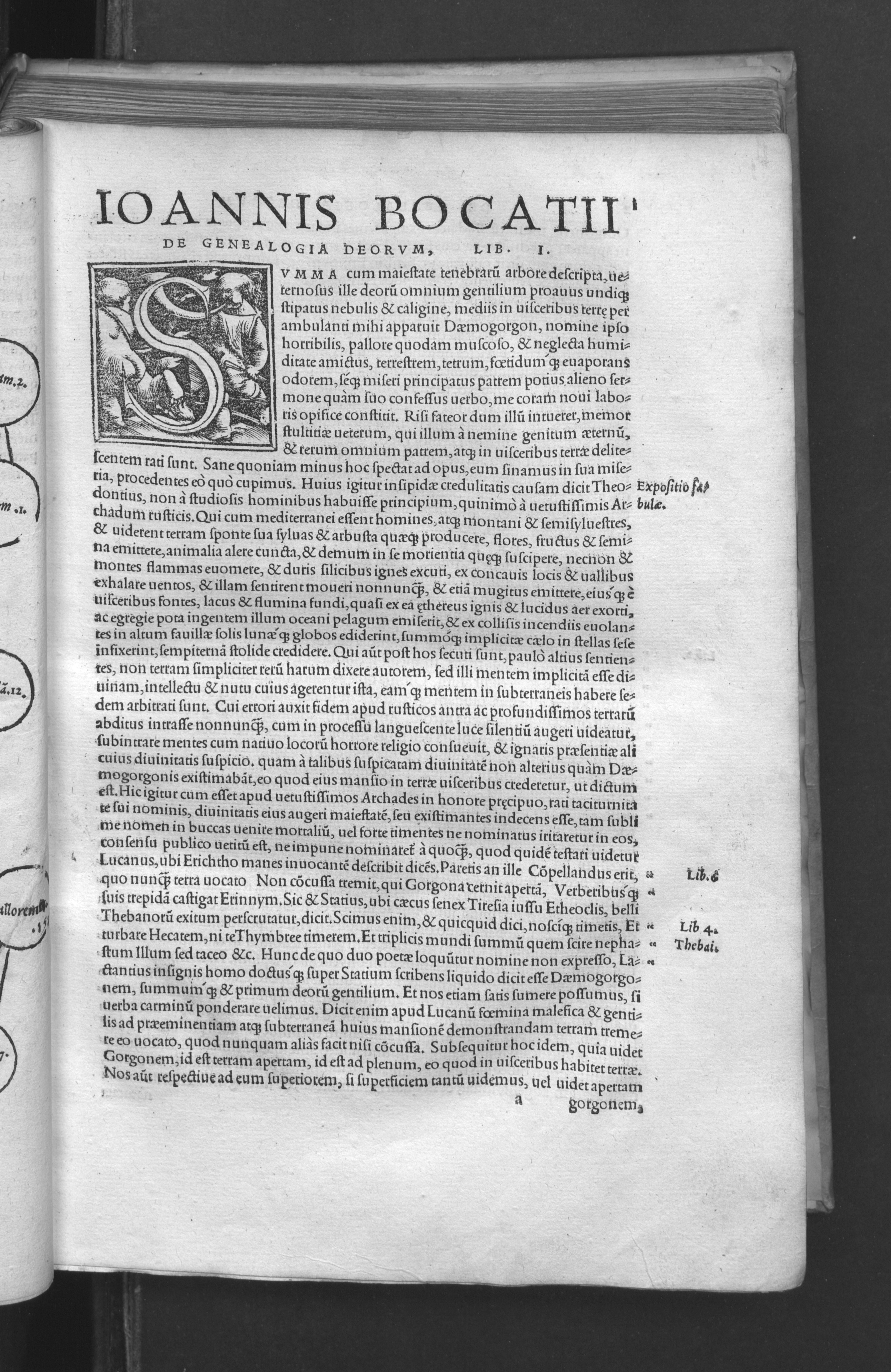
Genealogia deorum gentilium, 1532

- Comedia delle ninfe fiorentine (Ninfale d'Ameto, 1341–1342)
- Corbaccio (cerca de 1365)
- De Canaria (entre 1341–1345)
- De Casibus Virorum Illustrium (c. 1360). Fac-símile de 1620 Paris ed., 1962, Fac-símiles e reimpressões dos estudiosos, ISBN 978-0-8201-1005-9.
- De mulieribus claris (1361, revisado 1375)
- Decamerão (1349–52, revisado 1370–1371)
- Elegia di Madonna Fiammetta (1343–1344)
- Esposizioni sopra la Comedia di Dante (1373–1374)
- Filocolo (1336–1339)
- Filostrato (1335 or 1340)
- Genealogia deorum gentilium (1360, revisado 1374)
- Ninfale fiesolano (entre 1344–46, esta data é contestada)
- Rime (terminado em 1374)
- Teseida delle nozze di Emilia (antes de 1341)
- Trattatello in laude di Dante (1357, título revisado para De origine vita studiis et moribus viri clarissimi Dantis Aligerii florentini poetae illustris et de operibus compositis ab eodem)
- Zibaldone Magliabechiano (entre 1351–1356)